# Топоси
Топоси (від грецької τόπος — місце, позиція) — це формули, які використовує автор для створення аргументів. Термін «топос» ввів Арістотель для характеристики «місць», де оратор або письменник може «розмістити» аргументи для певної теми. Тому топоси є засобами чи стратегіями для інвенції. Отже, топос є загальною формою аргументації, закономірністю, інструкцією, з якої можна отримати кілька аргументів.
Типовий Арістотелівський топос містить такі складові: якусь загальну інструкцію, схему аргументації, далі посилається на якесь загальне правило або принцип, що виправдовує задану схему. Інші топоси часто включають обговорення прикладів або пропонують застосувати подані схеми. Хоча ці елементи часто трапляються в Арістотелівських топосах, неможливо виділити одну стандартну форму, якій би відповідали абсолютно всі топоси.
У другій книзі «Риторики» Арістотель говорить, що топосами в мові можна користуватися для побудови ентимем (скорочених силогізмів), які бувають показовими та викривальними. Для побудови ентимем здебільшого користуються викривальними топосами, а не показовими. Адже викривальні топоси — короткі виклади протилежних думок, які, вживаючись разом, стають зрозумілішими. Арістотель також розглядає ентимеми з іншого боку, говорячи, що є ентимеми, які тільки такими здаються (і для них також існують кілька топосів).

### Топоси для побудови показових ентимем
- Розуміння протилежного. Треба перевіряти, чи існує для протилежного протилежне. Якщо протилежне існує — будуємо аргумент,  а як ні — то руйнуємо аргумент. Наприклад: «Бути спокійним добре, бо нестримним — погано.».
- Однакові відмінки. В таких випадках щось має бути або однаковим, або не бути. Наприклад: «Не все справедливе добре, бо не все, що робить справедливо — добре.».
- Взаємозалежність двох предметів. Наприклад: «Якщо хтось один наказав, інший хтось це виконав. Якщо вам не соромно купувати — нам не соромно продавати.».
- Поняття більшого і меншого. Наприклад: «Якщо чогось немає в людини, що володіє цим більшою мірою, то тим паче нема у людини, що володіє цим меншою мірою». «Якщо фахівці якої-небудь справи не є нікчемними, то і філософи не є такими.».
- Дані часу. Наприклад: «Не обіцяйте, коли чогось хочете, і не забирайте обіцянку, коли отримали бажане.».
- Сказане проти нас, обертаємо проти того, хто сказав. Але цей спосіб хороший тоді, коли обвинувач вже викликає недовіру. Наприклад: «Ти не продав би свій флот, а я продав би?».
- Визначення поняття. Наприклад: «Що таке Сократівський «демоніон»? Якщо хтось думає, що це боже створіння, тоді цей хтось вірить в існування богів.».
- На основі кількох значень. Наприклад: багатозначність слова «добре» — з «Топіки».
- З розділення. Наприклад: «Якщо всі чинять несправедливо з трьох причин, то по перших двох — чинити не можливо, а про третю обвинувач сам не говорить.».
- З наведення. Наприклад: «Якщо ми не довіряємо своїх коней людям, які погано дивилися за кіньми інших осіб, і своїх кораблів людям, які потопили кораблі інших осіб, то не повинні для власного порятунку користуватися допомогою людей, які погано охороняли добробут інших осіб.».
- З вироку (стосовно цієї ж справи, або подібної, або протилежної). Топос дієвий, коли ми посилаємося на авторитетів: суддів, посадовців, впливових людей чи богів. Наприклад: «Смерть — це зло: навіть боги так вважають, бо в іншому випадку — вони б теж помирали.».
- З частин. Наприклад: питання, яке вирішується в «Топіці»: «яким рухом є душа? Бо вона є і такою, і такою.».
- Вихваляння або засудження чогось. Наприклад: «Освіта тягне за собою щось погане: людина робиться предметом заздрості — і щось хороше: вона стає мудрою. Отже, не слід бути освіченим, бо погано бути предметом заздрості, однак слід бути освіченим, бо добре бути мудрим.».
- Коли треба радити або не радити якісь дві речі, при цьому — протилежні речі. Наприклад: «Якщо ти будеш говорити справедливо, тебе зненавидять люди, а несправедливо — боги.».
- Коли люди не одне і те ж хвалять на словах і про себе. На словах — щось прекрасне і справедливе, а для себе — корисне. Цей спосіб підходить стосовно парадоксів.
- З висновку, що за аналогією виходило б таке-то. Наприклад: «Якщо вони високих дітей приймають за дорослих, то низьких дорослих за дітей.».
- З роздумів: якщо наслідки чогось тотожні, то і причини, які їх викликали також тотожні. Наприклад: «Однаково грішать ті, хто стверджує, що боги народилися, і ті хто стверджує, що боги вмирають, бо і в тому, і в іншому випадку виходить, що в певний час боги не існують.».
- Коли людина змінює свій спосіб мислення на протилежний. Наприклад: «Якщо, перебуваючи у вигнанні, ми билися, щоб повернутися на батьківщину, невже після повернення на батьківщину ми знову відправимося в вигнання, щоб не битися?».
- Що-небудь сталося внаслідок того, внаслідок чого мало статися. Наприклад: «Багатьом людям боги посилають удачу не по своїй прихильності, але для того, щоб вони піддалися більш явним бідам.».
- Розгляд обставин, що сприяють чи перешкоджають, а також тих, під впливом яких люди що-небудь роблять або уникають робити. Притаманний для позовів і нарад. Наприклад люди покладаються на цей топос, коли звинувачують або виправдовують.
- З речей, які стаються, але здаються неймовірними. Наприклад: «Закони потребують закону, який би їх виправив, тому що і риби потребують солі, хоча видається неможливим і неправдоподібним, щоб потребували солі істоти, які харчуються сіллю.[3]».

### Топоси для побудови викривальних ентимем
- Розгляд суперечностей. Наприклад: «Він каже, що любить вас, але долучається до змови проти вас.».
- Показати причину перекрученої думки (топос для людей, на яких раніше звели наклеп). Наприклад: «Про якусь жінку, внаслідок того, що вона цілувала свого сина, поширилася чутка, що вона у зв'язку з хлопчиком, але коли була висловлена причина цього, то наклеп зник.».
- Базується на доказах. «Якщо є щось, то є і причина, якщо нема причини — нема чогось.»
- Обговорення. «Як можна (було) краще вчинити в тій чи іншій ситуації.»
- Розглядає разом наміри людей щось зробити, що є протилежним, зробленому раніше. Наприклад: Ксенофан на питання елеатів, чи потрібно їм приносити жертви Левкотеї та чи плакати за нею, порадив не оплакувати, якщо вони вважають її богинею, якщо ж людиною, то не приносити їй жертв.
- Топос, який полягає у виправдані або засуджені, на основі зроблених помилок.
- Топос, який береться від імені[3].

### Топоси для побудови ентимем, які тільки такими видаються
- Виводимо висновок без побудови силогізму. Того і того немає, отже те і те точно є. Це міркування схоже за побудовою на ентимему, але насправді нею не є. Тому ми виводимо висновки з багатьох інших силогізмів, таким чином надаючи нашому міркуванню силогістичної форми.
- Схожість назв. Наприклад, сказати, що миша (грец. μῦς) — досконала тварина, бо від її імені назвали найшанованіше таїнство — таїнство містерії (грец. μῦςτεριον).
- Зіставляти роз'єднане або ж роз'єднувати схоже між собою. Можна сказати, що той, хто знає букви, знає і слово, бо воно ж і є буквами. Або ж, якщо подвійна порція чогось шкідлива, то одна порція не є корисною, адже дві хороші речі не можуть скласти одну погану. Цей топ зводить до паралогізму.
- Встановлення або заперечення факту через страх. Це відбувається, коли оратор, ще не сказавши, що хто-небудь вчинив злочин, вдається до перебільшення. І це не є ентимемою, адже оратор помилково змушує людей думати, що хтось винний або ні, коли справу ще не доведено.
- З ознаки. Цей топос також не містить силогізму. Допустимо, що Діоніс — злодій, бо він — погана людина. Але це твердження неправдиве, бо не кожна погана людина — злодій, але кожен злодій — погана людина.
- З випадкових речей. Наприклад, Полікрат говорить, що «миші корисні, бо одного разу перегризли тятиви.».
- На підставі наслідків. «Жебраки співають і танцюють у храмах, вигнанці живуть, де їм заманеться і їх можна назвати щасливими, адже щасливі люди часто саме так і поводяться». Проте «чому» вони це роблять до уваги не береться.
- Визначення причиною того, що насправді нею не є. Якась дія є причиною, бо вона відбулася одночасно з певною річчю (або після неї). Сприймаємо ми цю дію так, ніби вона відбулася «внаслідок» цієї речі (отже є причиною). Наприклад: Дімад вважав правління Демосфена причиною всіляких бід, бо після його правління почалася війна.
- Без врахування обставин часу і способу дії. Наприклад, «бити вільних людей — це злочин. Але не у всіх випадках, а лише якщо хто-небудь всупереч справедливості починає бійку.». Цей топос схожий до характеру софістичних промов з удаваними силогізмами, що подаються як абсолютні або навпаки. От як в діалектиці доводиться, що невідоме відомо, бо воно відоме, як невідоме. Так створюються хибні висновки, адже правдоподібне є правдоподібним не абсолютно, а відносно. Іншими словами — це чорне робити білим[3].